# Estornell de Raiatea
L'estornell de Raiatea (Aplonis ulietensis) és un suposat ocell extint de la família dels estúrnids (Sturnidae).

## Hàbitat i distribució
Habitava l'illa de Raiatea, a les illes de la Societat.